# Archipoeta
El archipoeta es el nombre que se le da a un autor anónimo, que dice en un poema ser bebedor y fanfarrón, de diez poemas de la literatura en latín medieval. El décimo y más famoso de estos poemas es una confesión goliarda, que se encuentra en el manuscrito Carmina Burana. Trabajó en la corte de Reinaldo de Dassel, el obispo de Colonia, Alemania, y archicanciller de Federico Barbarroja, emperador del Sacro Imperio Romano.
Su existencia se conjetura a partir de la consistencia en el uso del estilo entre ciertos poemas anónimos de esa colección. Era claramente un seguidor de la tradición goliarda, al escribir canciones de estudiante sobre la bebida y sátiras sobre la vida itinerante del clero en la Edad Media. Poco más se puede decir con certeza sobre su vida. Hace referencia a Reinaldo de Dassel como arzobispo de Colonia, lo que demuestra que tuvo que vivir activamente entre 1159, cuando Reinaldo fue nombrado arzobispo, y 1167, cuando murió. En uno de los poemas le llama "electus Coloniae", por lo que pueden ser de la época en que Reinaldo había sido elegido Arzobispo, pero sin estar aún consagrado como tal, con lo que se trataría de los años entre 1159 y 1165. Se refiere a sí mismo como ortus a militibus, o de procedencia caballeresca. En otro de los poemas atribuidos a él hace referencia a Salerno, lo que sugiere que viajó entre Alemania e Italia. Poco más se puede decir de su vida.
Su poema más conocido es la "confesión goliarda", una confesión satírica de su amor por la bebida, el juego y las mujeres. Por ejemplo, contiene las líneas:

Meum est propositum in taberna mori,
Ut sint vina proxima morientis ori.
Tunc cantabunt letius angelorum chori:
"Deus sit propitius huic potatori."

(Mi propósito es morir en una taberna, para que haya vino cerca de mi boca moribunda. Así el coro de ángeles cantará más feliz, "Tenga Dios piedad de este borracho.")
[El efecto satírico se produce por la sustitución de peccatori (pecador) por potatori (borracho).]
Otra sección de este largo poema proporciona el texto para el aria Estuans interius ira vehementi (Ardiendo por dentro con violenta furia) a la que Carl Orff puso música en su cantata Carmina Burana. 
El poema parece una disculpa por su comportamiento (e incluso pide se le perdone), pero está lleno de un sentido fatalista, según el cual es inevitable actuar del modo en que lo hace, porque se corresponde con su naturaleza. Es más: llega a decir que es de ese comportamiento de donde extrae su inspiración poética.
De todas formas, el carácter autobiográfico de dicha composición es una hipótesis.
El archipoeta es un personaje de la novela Baudolino, de Umberto Eco.

## Obras
Sólo se han conservado diez poemas del Archipoeta.
I: Lingua balbus, hebes ingenio
II: Fama tuba dante sonum
III: Omnia tempus habent
IV: Archicancellarie, vir discrete mentis
V: Nocte quadam sabbati somno iam refectus
VI: En habeo versus te precipiente reversus
VII: Archicancellarie, viris maior ceteris
VIII: Presul urbis Agripine
IX: Salve, mundi domine, Cesar noster, ave!
X: Estuans intrinsecus ira vehementi

## Manuscritos
Los textos del Archipoeta se conservan, entre otros, en los manuscritos siguientes: 
- Göttingen UB philol. 170 (siglo XII):  Carmen I-VII; primera estrofa de VIII
- Brussel B. R. 2071 (siglo XIII): Carmen IX y X; estrofas 1-5 de VII
- Codex Buranus o "Carmina burana" (HS Múnich Clm 4660, siglo XIII): Carmen X; cuatro estrofas de IV

## Aparición en otros medios
Un fragmento del poema 'Confesión goliarda' ha sido adaptado por el grupo Lesiëm en uno de sus álbumes, la canción en cuestión es In Taberna Mori, que se encuentra en el álbum debut Mystic, Spirit, Voices.
También aparece como personaje de la novela Baudolino, de Umberto Eco, donde se presenta únicamente como "el poeta".